# 贲红镇
贲红镇，是中国内蒙古自治区乌兰察布市察哈尔右翼后旗下辖的一个镇。

## 行政区划
贲红镇共辖以下地区：
黄羊城村、贲红村、大红水村、温家村、石门口村、陈仕村、高玉梁村、曹不罕村和希腊图村。